# 모니터 (직업)
모니터(monitor)는 방송국, 신문사 등의 의뢰를 받아 프로그램이나 기사에 대한 의견을 제출하는 사람이나 그러한 일을 가리킨다. 대한민국에서는 신문사나 방송국 이외에도 민주언론운동협의회, 기독교청년회연맹(YMCA)를 비롯한 시민단체에서 모니터 제도를 운영하여 왜곡 보도, 불공평 보도, 선정적인 보도, 폭력적인 프로그램에 대한 비판과 규제를 하는 데 커다란 역할을 한다.